# Đoàn Thiên Ân
Đoàn Thiên Ân (sinh ngày 13 tháng 4 năm 2000) là một nữ người mẫu kiêm nhân vật truyền hình người Việt Nam. Cô đã giành được ngôi vị cao nhất trong cuộc thi Hoa hậu Hòa bình Việt Nam 2022 và đại diện của Việt Nam lọt Top 20 chung cuộc tại Hoa hậu Hòa bình Quốc tế 2022 nhờ chiến thắng giải bình chọn "Sức mạnh Quốc gia của năm".

## Tiểu sử
Năm 17 tuổi, mẹ của Thiên Ân qua đời vì bệnh ung thư, hoàn cảnh gia đình khó khăn. Cô đã phải cố gắng vừa đi học vừa đi làm để kiếm tiền chăm lo cho việc học của mình. Đoàn Thiên Ân là cựu học sinh trường THPT Thủ Thiêm. Cô có thành tích học tập xuất sắc. Đoàn Thiên Ân trưởng thành trong một gia đình không có ai theo đuổi nghệ thuật. Năm 18 tuổi, Thiên Ân lần đầu bén duyên với cuộc thi nhan sắc. Cô đăng kí dự thi "Nữ sinh Áo dài 2018" và giành được ngôi vị cao nhất. Bên cạnh đó cô còn mang về giải thưởng phụ "Nữ sinh tài năng" cho phần ứng xử được đánh giá là thông minh. Trưởng Ban tổ chức Hoa hậu Hòa bình Việt Nam 2022, bà Phạm Kim Dung cho biết Thiên Ân luôn nỗ lực từng ngày, cô sẵn sàng bươn trải với nhiều nghề bán mắt kính, bán đồng hồ... để trang trải cuộc sống.
Hiện cô đang học tại trường Đại học Công nghiệp Thành phố Hồ Chí Minh. Cô từng được cho là nặng 75 kg và là nạn nhân của miệt thị ngoại hình.

## Danh sách phim

### Phim điện ảnh
| Năm  | Tựa phim         | Vai diễn | Đạo diễn      | Nguồn |
| ---- | ---------------- | -------- | ------------- | ----- |
| 2024 | Công tử Bạc Liêu | Bảy Loan | Lý Minh Thắng | [ 6 ] |
| 2025 | Nụ hôn bạc tỷ    | Vân      | Thu Trang     | [ 7 ] |

## Thành tích
- Quán quân cuộc thi Nữ sinh áo dài năm 2018.[5]
- Hoa hậu Hòa bình Việt Nam 2022.[8]
- Top 20 Hoa hậu Hòa bình Quốc tế 2022.[9]